# 리스 (계약)

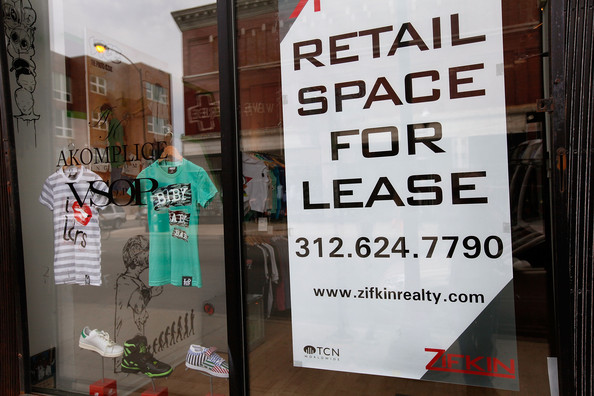
시카고에서 임대 공간을 제공하는 표지판

리스(lease)는 사용자(임차인이라 함)가 자산 사용료를 소유자(임대인이라 함)에게 지불하도록 하는 계약적 합의이다. 재산권, 건물 및 차량은 흔한 임대 자산이다. 산업 또는 사업용 장비도 임대된다. 본질적으로, 리스 계약은 두 당사자 사이의 계약이다: 임대인과 임차인. 임대인은 자산의 법적 소유자인 반면, 임차인은 정기적인 임대료 지불에 대한 대가로 자산을 사용할 권리를 얻는다. 임차인은 또한 재산이나 장비의 사용에 관한 다양한 조건들을 준수하기로 동의한다. 예를 들어, 자동차를 임대하는 사람은 자동차가 개인적인 용도로만 사용될 것이라는 조건에 동의할 수 있다.
임대 계약이라는 용어는 두 가지 종류의 리스를 의미할 수 있다:
- 자산이 유형자산인 리스.[3] 여기서 사용자는 소유자가 대여하거나 임대한 자산(예: 토지 또는 상품)을 임대한다(리스라는 동사는 이 두 가지 행위 중 어느 하나를 지칭할 수 있으므로 덜 정확하다).[4] 무형자산 리스의 예로는 컴퓨터 프로그램 사용(라이선스와 유사하지만 조항이 다름) 또는 무선주파수 사용(이동 통신망 사업자와의 계약 등)이 포함된다.
- 미국의 일부 지역 및 국제적으로 정기 임대 계약(대부분 월별 계약).[5]

## 일반적인 조건
리스는 법적 계약이므로, 해당 관할권의 계약법에 따라 모든 당사자에게 강제할 수 있다.
미국에서는 또한 부동산에 대한 점유권을 양도하는 것이므로, 부동산 양도문서의 특성을 포함하는 하이브리드 형태의 계약이다.
일부 종류의 리스는 임대되는 재산, 계약이 체결된 관할권, 당사자의 거주지에 따라 법령에서 요구하는 특정 조항을 가질 수 있다.
리스 계약의 일반적인 요소는 다음과 같다:
- 계약 당사자의 이름.
- 계약의 시작 날짜 및 기간.
- 임대되는 특정 물건(주소, 차량 식별 번호(VIN), 제조사/모델, 일련 번호로)을 식별한다.
- 갱신 또는 비갱신 조건을 제공한다.
- 이 물건의 사용 권한 부여를 위한 특정 약인(일시불 또는 정기 지불)을 가진다.
- 보증금에 대한 조항과 그 반환 조건을 가진다.
- therein에 명시된 기본 조건 및 특정 구제책의 특정 목록을 가질 수 있다.
- 당사자에게 다음과 같은 기타 특정 조건을 부과할 수 있다:
  - 손실에 대한 보험 제공 필요성.
  - 제한적 사용.
  - 유지보수 책임 당사자.
- 해지 조항(계약이 조기에 종료되거나 당사자 중 한 명에 의해 취소될 경우 발생하는 상황, 리스 해지 권리 및 의무 명시).

모든 종류의 동산 (재산)(예: 자동차 및 가구) 또는 부동산(예: 원시 토지, 아파트, 단독 주택, 도매 및 소매를 포함한 상업용 부동산)을 임대할 수 있다. 리스의 결과로, 소유자(임대인)는 명시된 재산의 사용권을 임차인에게 부여한다.

## 토지 임대
더 좁은 용어인 '테넌시'는 유형자산이 토지(공간, 건물의 층 (건물) 또는 광산과 같은 수직 단면 포함)인 임대를 설명한다. 프리미엄은 임차인이 임대 허가를 받거나 이전 임차인의 임대를 확보하기 위해 지불하는 금액으로, 종종 낮은 임대료를 확보하기 위한 것이다. 장기 임대에서는 지상 임대료라고 불린다. 건물의 일부에 대해서는 사용자가 담보 계약으로, 또는 동일한 계약으로, 서비스 요금을 지불하는 것이 가장 일반적이며, 이는 서비스 요금에 대한 분쟁을 최소화하기 위해 임대 계약에 명시된 서비스 목록이다. 총액 임대료 또는 테넌시는 모든 서비스 요금을 포함하여 총 지불액에 대한 임대료를 규정한다.
취소 가능 임대(영국: 확정/파기 가능 임대)는 임차인만 또는 임대인만 벌금 없이 해지(공식적으로 확정)할 수 있는 임대이다. 상호 확정 가능 임대는 양측 모두에 의해 확정될 수 있다. 취소 불가능 임대는 그렇게 해지할 수 없는 임대이다. 일반적으로 "리스"는 취소 불가능 임대를 의미할 수 있는 반면, "임대 계약"은 취소 가능 임대를 의미할 수 있다.
권원등기제도의 영향을 받아, 일반적으로 1년 이상으로 처음 부여된 테넌시는 더 간단하게 리스라고 불린다.
리스는 임차인과 임대인의 책임 및 권리에 관한 특정 조항을 제공하거나, 지역 법률의 결과로 자동 조항이 적용될 것이다. 일반적으로 협상된 수수료를 임대인에게 지불함으로써 임차인(또한 세입자라고도 함)은 임대인 및 세입자의 초대가 없는 한 다른 모든 사람을 배제하고 임대 재산의 점유 및 사용( 임대 ) 권리를 가진다. 가장 일반적인 부동산 임대 형태는 집주인과 세입자 간의 주거 임대 계약이다. 세입자와 집주인의 관계를 테넌시라고 하므로, 이 용어는 일반적으로 비공식적이고 짧은 임대에도 사용된다. 세입자의 점유 권리는 때때로 리스홀드 이자라고 불린다. 리스는 정해진 기간(리스의 기간이라고 함) 동안일 수 있다.
리스는 만기일보다 일찍 다음 사유로 종료될 수 있다:
- 해지/취소 (이는 리스 조건에 따라 다름)
- 협상된 포기 또는 반환 문서.
- 몰수
- 법률의 작용에 의해 (드물게)

리스는 면허와 대조되어야 하는데, 이는 사람( 사용 허가자라고 함)에게 재산을 사용할 권리를 부여할 수 있지만, 재산 소유자( 허가자라고 함)의 의지에 따라 종료될 수 있다. 허가자/사용 허가자 관계의 예로는 주차장 소유자와 주차장에 차량을 주차하는 사람이 있다. 면허는 야구 경기 티켓 또는 며칠 동안 소파에서 잠을 잘 구두 허가 형태로 볼 수 있다. 차이점은 기간(종료 시간), 명확하게 정의된 부분의 독점 점유를 시사하는 사생활의 정도, 지속적인, 반복적인 지불, 비행 또는 미지급을 제외하고 해지할 권리의 부재와 같은 요소들이 리스 경향을 보인다는 것이다; 대조적으로, 타인의 재산에 대한 일회성 진입은 아마도 면허일 것이다. 리스와 면허의 결정적인 차이는 리스가 일반적으로 그 기간 동안 정기적인 지불과 특정 종료 날짜를 제공한다는 것이다. 계약에 종료 날짜가 없으면 영구 면허 형태일 수 있으며 여전히 리스가 아닐 수 있다.
정상적인 상황에서 재산 소유자는 자신의 재산으로 원하는 대로(합법적인 목적을 위해) 할 수 있으며, 재산을 처리하거나 제한된 기간 동안 세입자에게 재산의 점유를 양도하는 것을 포함한다. 소유자가 타인(즉, 세입자)에게 점유를 부여했다면, 합법적인 점유 상태의 세입자에 의한 재산의 조용한 향유에 대한 어떠한 간섭도 그 자체로 불법이다.
유사한 원칙이 부동산뿐만 아니라 동산 (재산)에도 적용되지만, 용어는 다르다. 전대할 권리는 세입자에게 허용되거나 허용되지 않을 수 있다. 허용되는 경우, 소유자가 직접 부여한 리스는 "주리스" 또는 때로는 "마스터 리스"라고 불린다. 주리스 세입자와 차례로 다시 전대할 수 있는 세입자는 오래된 프랑스어에서 "중간"을 의미하는 메스네 /miːn/ 집주인이라고 불린다. 주리스 세입자는 주리스의 종료일을 넘어 연장되는 전대를 부여할 권리가 없다.
계약의 특권에서 비롯되는 일반적인 원칙인 계약의 특권을 회피하기 위해, 여러 관할권에서는 전세입자에게 주임대차의 일부 제한적 계약(조건)을 구속하는 법률이 존재한다. 예를 들어 잉글랜드와 웨일스에서는 법원에서 토지에 영향을 미치고 관련된다고 인정한 계약들을 구속한다.
임대차의 잔여 이자 양도, 즉 양도는 양도의 한 유형이며 종종 가능하며, 일부 관할권에서는 강제법 또는 기본 입장에 따라 암묵적인 양도권이 존재한다. 점유 공유 또는 분리는 특정 임대차 위반으로 몰수 조치가 발생할 수 있다.
점유권 획득은 집주인의 소유권을 획득하는 것이며, 임차인이 지상 임대료만 지불하는 경우 집주인과 가장 흔히 협상된다. 합병은 집주인과 임차인이 동일한 경우이며, 일부 관할권에서 전세입자가 없는 경우 임대차를 종료할 수 있다.
미국에서는 임차인이 토지 또는 부동산 임대차에 우선매수청구권 조항을 협상하여, 임대인이 제3자 구매자와 협상하기 전에 부동산에 대한 구매 제안을 할 수 있는 권리를 부여할 수 있다. 이는 임차인에게 다른 잠재적 구매자들이 기회를 갖기 전에 부동산에 전념할 수 있는 능력을 제공한다.

## 토지 임대차의 역사
수세기 동안 임대차는 다양한 목적을 수행했으며, 법적 규제의 성격은 그 목적과 시대의 사회경제적 조건에 따라 다양하게 변화했다. 예를 들어, 임대차는 18세기 후반과 19세기 초반 산업화된 국가의 도시 성장이 도시 지역에서 임대차를 중요한 토지 소유 형태로 만들 때까지 주로 농업 목적으로 사용되었다.
영미법계 관할권의 현대 집주인 및 세입자 법률은 영미법계의 영향과 특히 19세기에 계약 및 물권법을 지배했던 자유방임주의 철학을 유지하고 있다. 소비주의의 성장과 함께, 소비자보호 입법은 계약 당사자 간의 동등한 협상력을 가정하는 영미법계 원칙이 그 가정이 부정확할 때 어려움을 야기한다는 것을 인식했다. 결과적으로, 개혁가들은 세입자에게 제공하는 보호 측면에서 주거 임대차 법률을 평가할 필요성을 강조했다. 세입자를 보호하기 위한 법률은 이제 흔하다.
결과적으로 영미법계는 임대차를 일반적인 상업 계약과 유사하거나 동등하게 취급하지 않았으며, 특히 일반적인 상업 계약과 동일한 방식으로 고시 (행정규칙)에 의해 임대 계약이 해지될 수 있는지 여부에 관하여 그러하다.

## 테넌시 유형

### 고정 기간 테넌시 또는 년간 테넌시
고정 기간 테넌시 또는 년간 테넌시는 고정된 기간 동안 지속된다. 명확한 시작 날짜와 명확한 종료 날짜를 가진다. "년간 테넌시"라는 이름에도 불구하고, 이러한 테넌시는 어떤 기간이든 지속될 수 있다 — 심지어 1주일짜리 테넌시도 년간 테넌시라고 불릴 수 있다. 영미법계에서는 기간이 확실할 필요는 없었지만, 어떤 사건의 발생에 따라 조건화될 수 있었다 (예: "작물이 수확 준비가 될 때까지" 또는 "전쟁이 끝날 때까지"). 많은 관할권에서 이러한 가능성은 부분적으로 또는 전체적으로 폐지되었다.
고정 기간 테넌시는 고정 기간이 만료되거나, 사건 발생으로 종료되는 테넌시의 경우 사건이 발생하면 자동으로 종료된다. 만기 후에도 점유를 계속하는 세입자가 재산에 남아 있으면, 임대인/집주인이 세입자를 퇴거시키는 대신 세입자로 남아 있도록 허용했기 때문에 유숙 세입자가 될 수 있다. 이러한 테넌시는 일반적으로 "임의"이며, 이는 세입자 또는 집주인이 언제든지 적절한 법적 고시를 제공하면 해지할 수 있음을 의미한다.

### 주기적 테넌시
주기적 테넌시는 연간 테넌시, 월간 테넌시 또는 주간 테넌시라고도 불리며, 임대료 지불 기간에 따라 결정되는 기간 동안 존재하는 점유권이다. 사기 방지법을 위반하는 연간 테넌시의 구두 임대차 계약(관할권에 따라 1년 이상의 임대차 계약을 서면으로 하지 않고 약정)은 임대된 건물이 위치한 관할권의 법률에 따라 실제로는 주기적 테넌시를 생성할 수 있다. 많은 관할권에서 당사자들이 명시적으로 다른 약정을 지정하지 않았거나 지역 또는 사업 관습에 따라 추정되지 않는 "기본" 테넌시는 월별 테넌시이다.
집주인 또는 세입자는 관할권의 법령 또는 판례법에서 요구하는 대로 상대방에게 고시를 제공함으로써 기간이 거의 끝나가는 주기적 테넌시를 해지할 수 있다. 집주인이나 세입자는 기간이 끝나기 전에 주기적 테넌시를 해지할 수 없으며, 남은 임대 기간에 대한 비용을 지불할 의무가 발생한다. 양 당사자는 연간 테넌시를 해지할 의사가 있는 경우 고시를 제공해야 하며, 고시 기간은 임대차 계약 또는 주 법령에 명시되어 있다. 고시 기간은 일반적으로 최소 1개월이지만 항상 그런 것은 아니며, 특히 연간 주기적 테넌시의 경우 그렇다. 1년 미만의 기간은 일반적으로 테넌시 기간과 동일한 고시를 받아야 한다. 예를 들어, 집주인은 월별 테넌시를 해지하려면 1개월 고시를 제공해야 한다. 그러나 많은 관할권에서는 이러한 필수 고시 기간을 늘렸으며, 일부는 집주인이 이를 사용하는 능력을 급격히 줄였다. 지역 임대료 통제 법률이 있는 관할권의 경우, 집주인이 주거 테넌시를 해지할 수 있는 능력이 상당히 감소한다. 예를 들어 캘리포니아의 로스앤젤레스, 산타모니카, 웨스트 할리우드, 샌프란시스코, 오클랜드 시는 다른 제한 사항과 함께 집주인이 주기적 테넌시를 해지할 수 있는 능력을 제한하는 "임대료 안정화 조례"를 가지고 있다.
고시에는 해지 유효일도 명시되어야 하며, 일부 관할권에서는 지불 기간의 마지막 날이어야 한다. 즉, 월별 테넌시가 해당 월의 15일에 시작된 경우, 마지막 날 요구 사항이 있는 관할권에서는 다음 달 20일에 해지가 유효할 수 없으며, 이는 세입자에게 필요한 1개월 이상의 고시를 제공하더라도 마찬가지다.

### 임의 테넌시
임의 테넌시는 집주인 또는 세입자가 언제든지 합리적인 고시를 제공하여 해지할 수 있는 테넌시이다. 주기적 테넌시와 달리 시간 기간과 관련이 없다. 여러 해 동안 지속될 수 있지만, 임대인 또는 임차인이 어떤 이유로든 또는 전혀 이유 없이 언제든지 종료할 수 있다. 항상 집주인/세입자 법에 따라 주 법령에 명시된 적절한 고시가 제공되어야 한다. 공식적인 임대 계약이 없는 경우, 일반적으로 존재하는 것은 임의 테넌시이다. 드물게는 테넌시가 약인을 위한 것이 아닌 경우 발생할 수 있다. 현대 영미법계에서는 보상이 없는 임의 테넌시는 매우 드물며, 부분적으로는 당사자들이 임대료가 없다는 데 명시적으로 동의하는 경우에만 발생하기 때문이다. 일반적으로 가족 구성원이 공식적인 약정 없이 집에 살 수 있도록 허용되는 경우(명목상의 약인이 필요할 수 있음)이다. 고정 기간의 대부분의 주거 임대에서는 약인에 따라 서면 임대 계약이 없더라도 근인 없이는 세입자를 퇴거시킬 수 없다. (그러나 12개월 이상 임대 계약을 포함하는 사기 방지법이 있는 관할권에서는 12개월 이상 구두 임대 계약은 강제할 수 없다.) 많은 주거 임대 계약은 30일 고시에 따라 "임의" 테넌시로 전환된다. 또는 세입자가 재산을 점유하기를 원하고 집주인이 동의하지만, 새로운 임대 계약을 협상하고 완료할 시간이 부족한 경우 임시 기간 동안 임의 테넌시(특정 시간 제한 없음)가 존재할 수 있다. 이 경우, 새로운 임대 계약이 협상되고 서명되는 즉시 임의 테넌시는 종료된다. 당사자들은 또한 합리적인 기간 내에 새로운 임대 계약을 체결하지 못하는 경우 세입자가 건물을 비워야 한다는 조건에 동의할 수도 있다.
리스가 집주인의 단독 재량에 따라 존재하는 경우, 해당 관할권의 법률은 세입자에게 법률의 작용에 의해 리스를 임의로 해지할 상호 권리가 부여된다고 암시할 수 있다. 그러나 세입자의 의지에 명시적으로 존재하는 리스(예: "세입자가 이 토지에 살기를 원하는 한")는 일반적으로 집주인이 리스를 해지할 수 있음을 의미하지 않는다; 오히려 이러한 문구는 세입자에게 종신 물권 또는 심지어 무조건 토지 상속권을 부여하는 것으로 해석될 수 있다.
임의 테넌시는 다음의 경우, 다시 법률의 작용에 의해 파기된다:
- 세입자가 재산에 대해 훼손을 저지르는 경우;
- 세입자가 테넌시를 양도하려고 시도하는 경우;
- 세입자가 재산을 사용하여 범죄 기업을 운영하는 경우;
- 집주인이 재산에 대한 자신의 이권을 양도하는 경우;
- 집주인이 재산을 다른 사람에게 임대하는 경우;
- 세입자 또는 집주인이 사망하는 경우.

이러한 규칙의 세부 사항은 관할권마다 다르다.
법률에서 요구하는 고시에 따라, 임의 테넌시는 집주인 또는 세입자가 테넌시와 일치하지 않는 행동을 할 때도 종료된다. 예를 들어, 집주인이 자물쇠를 변경하는 것은 테넌시 종료를 나타내며, 세입자가 건물을 비우는 것도 마찬가지이다. 그러나 캘리포니아와 같은 일부 관할권에서는 집주인이 특히 주거 테넌시를 종료하기 위해 자물쇠 변경과 같은 "자력 구제" 수단을 사용하는 것이 금지되어 있다. 그렇게 하면 "구성적 퇴거"를 구성하고 집주인이 민사 및 형사 책임에 노출될 수 있다.

### 유숙 테넌시
유숙 테넌시(때로는 초과 점유 테넌시라고도 함)는 임대 계약 만료 후 세입자가 재산을 계속 점유하고, 집주인이 세입자를 재산에서 퇴거시키기 위해 행동할 때까지 존재한다. 이 시점에서 세입자는 기술적으로 불법침입인이며, 이러한 유형의 점유는 토지에 대한 진정한 소유권이 아니지만, 당국은 세입자에게 임대료에 대한 책임을 지게 하기 위해 이 조건을 인정한다. 집주인은 언제든지, 고시 없이 이러한 세입자를 퇴거시킬 수 있다.
집주인은 초과 점유 세입자에게 새로운 임대 계약을 부과할 수도 있다. 주거 테넌시의 경우, 이 새로운 테넌시는 월별 계약이다. 1년 이상의 상업 테넌시의 경우, 새로운 테넌시는 연간 계약이다; 그렇지 않으면 원래 임대 계약이 만료되기 전의 기간과 동일하다. 어떤 경우든, 집주인은 원래 임대 계약 만료 전에 세입자에게 더 높은 임대료를 알렸다면 임대료를 인상할 수 있다.

## 형식
리스의 공식적 요건은 부동산이 위치한 관할권의 법률 및 관습에 의해 결정된다. 동산의 경우, 임대 계약이 체결된 관할권의 법률 및 관습에 의해 결정된다.
1년 이상 지속되는 임대차는 사기 방지법을 충족시키기 위해 서면으로 작성되어야 한다.

### 기간
임대 기간은 고정되거나, 주기적이거나, 무기한일 수 있다. 특정 기간 동안인 경우, 법적 요구 사항이 없는 한 기간이 만료되면 자동으로 종료되며 고시가 필요하지 않다. 기간의 지속 기간은 조건부일 수 있으며, 이 경우 지정된 개인의 사망과 같은 특정 사건이 발생할 때까지 지속된다. 주기적 테넌시는 일반적으로 월별 또는 주간 단위로 자동으로 갱신되는 것이다. 임의 테넌시는 당사자들이 원하는 한 지속되며, 어느 당사자든 벌금 없이 해지할 수 있다.
임대차가 "계속 점유"를 기반으로 연장되는 것이 일반적이며, 이는 일반적으로 테넌시를 월별 주기적 테넌시로 전환시킨다. 또한 임차인이 명시적으로 또는 묵시적으로 임대차를 집주인에게 포기하는 것도 가능하다. 이 과정은 임대차의 "포기"로 알려져 있다.
뉴욕에서는 최근 임대 계약 기간에 대한 제한이 있었다. 특히 한 가지 제한은 단위가 2주 미만으로 임대될 수 없으며, 90일 미만으로 임대된 단위는 손님이나 애완동물을 허용할 수 없다고 명시했다.

### 투명성과 미세 인쇄
2013년 호주 소비자법(ACL)에 따르면, 표준 양식 소비자 계약의 조항에 대한 투명성 부족은 당사자들의 권리와 의무에 상당한 불균형을 야기할 수 있다.
조항은 다음의 경우 투명한 것으로 간주된다:
- 합리적으로 평이한 언어로 표현됨
- 읽기 쉬움
- 명확하게 제시됨
- 해당 조항의 영향을 받는 모든 당사자가 쉽게 접근할 수 있음

투명하지 않은 것으로 간주될 수 있는 조항에는 세부 사항 또는 부록에 숨겨져 있거나 복잡하거나 기술적인 언어로 표현된 조항이 포함된다.

### 임대료
임대료는 일부 영미법 관할권에서는 임대차의 필수 요건이지만, 대륙법 관할권에서는 그렇지 않다. 잉글랜드와 웨일스에서는 애시번 안스탈트 대 아놀드 사건에서 임대료가 임대차의 필수 요건이 아니라고 판결했지만, 법원은 임대료가 지급되지 않는 경우 법적 관계를 형성하려는 의도가 없다는 증거로 간주하여 면허로 해석하는 경우가 더 많다. 임대료가 상업적인 금액일 필요는 없으며, 페퍼콘 또는 명목상의 임대료만으로도 이 요건을 충족하기에 충분하다.

### 독점적 점유
집주인의 재산 중 많은 부분을 공유하거나, 예를 들어 건물의 특정 방이 없는 공유 약정은 임대차의 발견을 무효화할 수 있지만, 이 임대차의 일반적인 요구 사항은 많은 관할권에서 다르게 해석된다.

## 자동차 렌탈에 특화된 조항
위에 더하여, 자동차 렌탈 계약에는 렌터가 자동차를 사용할 수 있는 방식과 반환해야 하는 상태에 대한 다양한 제한 사항이 포함될 수 있다. 예를 들어, 일부 렌터카는 특정 허가 없이 오프로드, 국외, 또는 트레일러를 견인하는 데 사용할 수 없다. 뉴질랜드에서는 나인티 마일 해변으로 자동차를 운전하지 않겠다는 약속을 특별히 승인해야 할 수도 있다(위험한 조수 때문에).
자동차 운전면허를 제시해야 하는 요구 사항이 있을 것이며, 계약서에 명시된 운전자만이 운전할 권한을 가질 수 있다. 렌터가 이미 렌터카를 보장하는 보험에 가입되어 있지 않은 경우 자동차 보험(영국: motor insurance) 구매 옵션이 포함될 수 있다. 이는 여러 운전자에게 중요한 또 다른 고려 사항이다. 일부 업체는 자동차가 제대로 반환되지 않을 경우 지불해야 하는 보증금을 요구할 수도 있으며, 이는 종종 신용카드 승인 형태로 보관되며, 자동차가 계약대로 반환되면 무효화된다. 렌터는 렌탈 기간 동안 차량에 발생한 모든 통행료, 주차 또는 교통 위반에 대해 책임이 있다는 고지를 받아야 한다. 또한 도난, 사고, 고장 및 견인 처리 방법에 대한 조언도 있어야 한다.
추가 조항으로는 늦은 반납, 다른 장소로의 반납, 또는 반납 직전 주유를 하지 못한 경우에 대한 추가 요금이 포함될 수 있다.
마지막으로, 예약 시 환불 불가능한 보증금을 내는 조항, 초기 기간(할인, 바우처 등) 지불 조건, 연장 기간, 그리고 반환 전까지 발생하는 모든 손해 또는 기타 요금에 대한 조항이 있을 수 있다.

## 재산 임대
임대차 계약은 종종 리스라고 불리는데, 특히 부동산이 임대될 때 그렇다. 부동산 임대차는 리스의 조건을 구축하는 데 사용되는 임대차 신청서로 시작된다. 임대차의 기본 사항(누가, 무엇을, 언제, 얼마에) 외에도, 부동산 임대차는 이러한 문제 및 기타 문제에 대해 훨씬 더 자세히 다룰 수 있다. 부동산은 주택, 차량 주차, 보관, 사업, 농업, 기관 또는 정부 사용 또는 기타 이유로 임대될 수 있다.
- 누구: 계약의 당사자인 임대인(때로는 소유자 또는 집주인이라고도 함)과 임차인(때로는 세입자 또는 테넌트라고도 함)은 계약서에 명시된다. 주택 임대차는 세입자가 혼자 살고 있는지, 가족, 자녀, 룸메이트, 방문객과 함께 살고 있는지를 명시할 수 있다. 임대차는 이들 각자의 권리와 의무를 명시할 수 있다. 예를 들어, 낯선 사람에게 "전대"하는 것은 집주인의 허락 없이 허용되지 않을 수 있다. 이는 세입자가 애완동물을 기를 수 있는지 여부에도 적용된다. 반면에, 세입자는 비상 상황을 제외하고는 집주인(또는 다른 세입자)의 침입에 대해 특정 권리를 가질 수도 있다. 세입자는 재산을 점유하고 있으며, 집주인이 적절한 고시와 권한(예: 24시간 고시, 주간, 먼저 노크, 비상 수리, 불, 홍수 등 제외) 없이 진입하면 세입자의 권리를 침해하는 불법 침입이 된다.
- 무엇: 임대된 부동산은 아파트, 주택, 건물, 사업 사무실 또는 스위트룸, 토지, 농장과 같은 거의 모든 부동산의 전체 또는 일부를 포함할 수 있으며, 단순히 차량을 주차하거나 물건을 보관할 내부 또는 외부 공간일 수도 있다. 임대된 건물은 특정 방뿐만 아니라 노상 주차장, 지하실 또는 다락방 보관 공간, 세탁 시설, 수영장, 옥상 데크, 발코니 등과 같은 다른 공용 공간에 대한 접근도 포함할 수 있다. 계약은 이러한 장소를 어떻게 언제 사용할 수 있는지, 그리고 누가 사용할 수 있는지를 명시할 수 있다. 건물이 반환될 때의 상태와 비교하기 위해 건물의 현재 상태에 대한 자세한 설명이 있을 수 있다.
- 언제: 임대 기간은 하룻밤(예: 호텔 객실), 주, 월 또는 년 단위일 수 있다. 새로운 집주인에게 강제할 수 있도록 특정 연수(예: 7년) 이상 연장될 수 있는 임대차의 등록을 요구하는 법적 조항이 있을 수 있다.

일반적인 임대차는 연간 또는 월별이며, 장기 임차인의 경우 임대료가 다를 수 있다(회전율 비용이 낮기 때문에). 만기 전에 장기 임대차를 종료하면 위약금이 발생하거나, 심지어 합의된 전체 기간의 비용이 발생할 수도 있다(집주인이 성실한 노력에도 불구하고 적절한 대체 임차인을 찾지 못하는 경우). 임차인이 연간 임대차(1년 이상)의 종료일을 넘어 계속 거주하는 경우, 당사자들이 임대차가 자동으로 갱신되는 것에 동의하거나, 이전 연간 임대차의 비례 월별 비용으로 단순히 임의 임대차(월별)로 전환될 수 있다. 임의 임차인에게 건물 퇴거 고시가 주어졌는데 거부하는 경우, 집주인은 퇴거 절차를 시작한다. 많은 곳에서 법원의 퇴거 명령 없이는 문 잠금 장치를 변경하거나 개인 소지품을 제거하는 것은 물론 강제로 사람을 퇴거시키는 것이 전적으로 불법이다. 엄격한 절차 규칙과 위반 시 엄중한 처벌(3배 손해 배상금 및 변호사 수수료)이 있을 수 있다.
- 얼마: 임대료는 월별, 연간 또는 선불로, 또는 달리 합의된 바에 따라 지불될 수 있다. 임의 임대차에 대한 일반적인 arrangements는 "첫 달 및 마지막 달 임대료"와 보증금이다. "마지막 달 임대료"는 집주인이 아직 벌어들이지 않은 임대료이다.

이에 따라 리스 계약에는 일반적으로 기타 중요한 재정적 의무가 포함된다. 이러한 요소들은 임대료 송금에 대한 기본적인 이해를 기반으로 하며 계약의 필수적인 부분이다:
- 총 지불 임대료;
- 잠재적 보증금 또는 애완동물 보증금;
- 특정 유틸리티 비용을 부담할 세입자의 의무;
- 해당되는 경우 잠재적 재산세;
- 재산 보험을 위한 필수 지불;
- 수리와 관련된 모든 비용;
- 공용 구역 유지보수에 대한 기여금(일반적으로 CAM으로 언급됨).

계약에는 또한 다양한 기타 조건 외에 잠재적인 임대료 인상에 대한 상황을 설명하는 조항이 포함될 수 있다.

### 보증금
보증금은 종종 에스크로 예치금으로 처리되며, 세입자의 소유이지만 건물(정상적인 마모는 예외)이 양호한 상태로 반환될 때까지 집주인이 보관한다. 일부 주에서는 집주인이 세입자에게 보증금이 보관된 은행의 이름과 계좌 번호를 제공하고, 세입자에게 연간 이자를 지불해야 한다. 다른 규정에서는 집주인이 건물의 기존 손상 목록을 제출하거나, 즉시 보증금을 몰수해야 한다(이전 세입자가 책임이 있는지 여부를 판단할 방법이 없기 때문). 영국에서는 정부가 보증금 보호 제도를 도입하여 재산 목록 서비스를 제공하고 있으며, 이는 선택적으로 재산 목록을 작성하는 데 사용될 수 있다.

### 보험
많은 아파트 건물에서 임대(또는 리스)를 하기 위해서는 임차인(세입자)이 임대 계약서에 서명하기 전에 임차인 보험 증명서를 제공해야 하는 경우가 많다. 미국에는 임차인을 위한 특별한 종류의 주택 보험인 HO-4가 있다. 이는 일반적으로 임차인 보험 또는 임차인 보장이라고 불린다. 콘도미니엄 보장과 유사하게 HO-6 정책이라고 불리는 임차인 보험 정책은 아파트와 그 내용물 중 복합 건물을 위해 작성된 포괄 보험에 특별히 포함되지 않은 부분을 보장한다. 이 정책은 또한 손님뿐만 아니라 거주지 150피트 이내의 통행인에게 발생하는 사고 및 고의적 부상으로 인한 책임도 보장할 수 있다. 임차인 정책은 "명시된 위험" 보장을 제공하며, 이는 정책이 보장하는 대상을 명확하게 명시한다는 의미이다. 일반적인 보장 영역은 다음과 같다:
- 우발적인 물 방출
- 불 또는 번개
- 연기
- 도둑
- 반달리즘 또는 악의적인 기물 파손
- 바람 폭풍

폭동, 항공기, 폭발, 우박, 낙하물, 화산 분화, 눈, 진눈깨비, 얼음 무게를 포함한 추가적인 사건도 보장될 수 있다.

## 전대차
부동산법에서 전대차(또는 비공식적으로 재임대)는 임대차 계약의 임차인(예: 세입자)이 임대차를 제3자에게 양도하여 이전 임차인을 전대인으로, 새로운 임차인을 전차인 또는 전세입자로 만드는 약정을 의미한다. 이는 그들이 부동산을 임대할 뿐만 아니라 동시에 전대하고 있다는 것을 의미한다. 예를 들어, 회사가 집주인(임대인)으로부터 직접 사무실 공간을 임대하고 나중에 사무실이 좁아지면, 회사는 더 작은 사무실 공간을 다른 회사(전세입자)에게 전대하고 더 큰 사무실 공간에 대한 새로운 임대 계약을 체결하여 부동산 노출을 헤지할 수 있다.
전대인은 최초 리스에 따라 원임대인에게 계속 책임을 지며, 모든 잔여 임대료, 운영 비용 및 기타 모든 원임대차 조건을 포함한다. 침체 시장에서는 원임차인이 전차인으로부터 원래 지불했을 금액보다 낮은 임대료를 요구할 수 있으며, 원임대인에게 지불해야 할 잔여 임대료는 원임차인이 지불해야 한다. 그러나 원래 리스가 체결된 이후 시장 가격이 상승한 경우, 전대인은 원임대인에게 지불해야 할 금액보다 더 높은 임대료를 확보할 수 있다. 그러나 많은 상업용 리스에는 임대료 초과분은 집주인, 즉 임대인과 공유해야 한다고 명시되어 있다.
주거용 부동산의 경우, 전세입자에게 원본 계약서상의 원래 금액보다 더 많은 금액을 청구하는 것은 때때로 불법이다(예를 들어, 임대료 규제 상황에서 임대료가 법으로 통제되는 경우). 공공주택의 전대는 전세입자에게 청구되는 임대료에 관계없이 일반적으로 불법이며, 영국에서는 공식적으로 주택 사기 범주로 분류된다. 뉴욕에서 미첼-라마 협동조합의 전대는 불법이다. 미첼-라마 거주자는 협동조합에 남아있기 위해 주 거주지를 유지해야 한다.
전대차는 자동차 렌탈의 대체 유형으로 차량에도 적용될 수 있다. 차량 전대차에서는 임차인 또는 차량 소유자가 특정 날짜에 대한 계약 합의를 통해 임대차를 제3자에게 양도할 수 있다. 이러한 arrangement는 인기가 없지만, 여행객과 현지인에게 더 저렴한 대안으로 여행 산업에서 성장하는 추세이다.

## 장비 리스
리스는 장비를 사용하고 구매하기 위한 자금 조달의 한 형태로도 사용된다. 많은 조직과 기업은 제조 및 광산 기계, 선박 및 컨테이너, 건설 및 오프로드 장비, 의료 기술 및 장비, 농업 장비, 항공기, 철도 차량 및 차량, 트럭 및 운송 장비, 비즈니스, 소매 및 사무실 장비, IT 장비 및 소프트웨어를 포함한 다양한 유형의 장비 취득 및 사용을 위해 리스 금융을 사용한다.
장비 리스 금융은 일반적으로 은행, 계열사 및 독립 금융 회사에서 제공한다.

## 같이 보기
- 에코리스팅
- 리스
- 부동산 점유권
- 리스홀드 평가 심판소
- 레버리지 리스
- 운용 리스
- 전문 (법률)
- 임대차
- 자동차 리스